# Pfannenwender

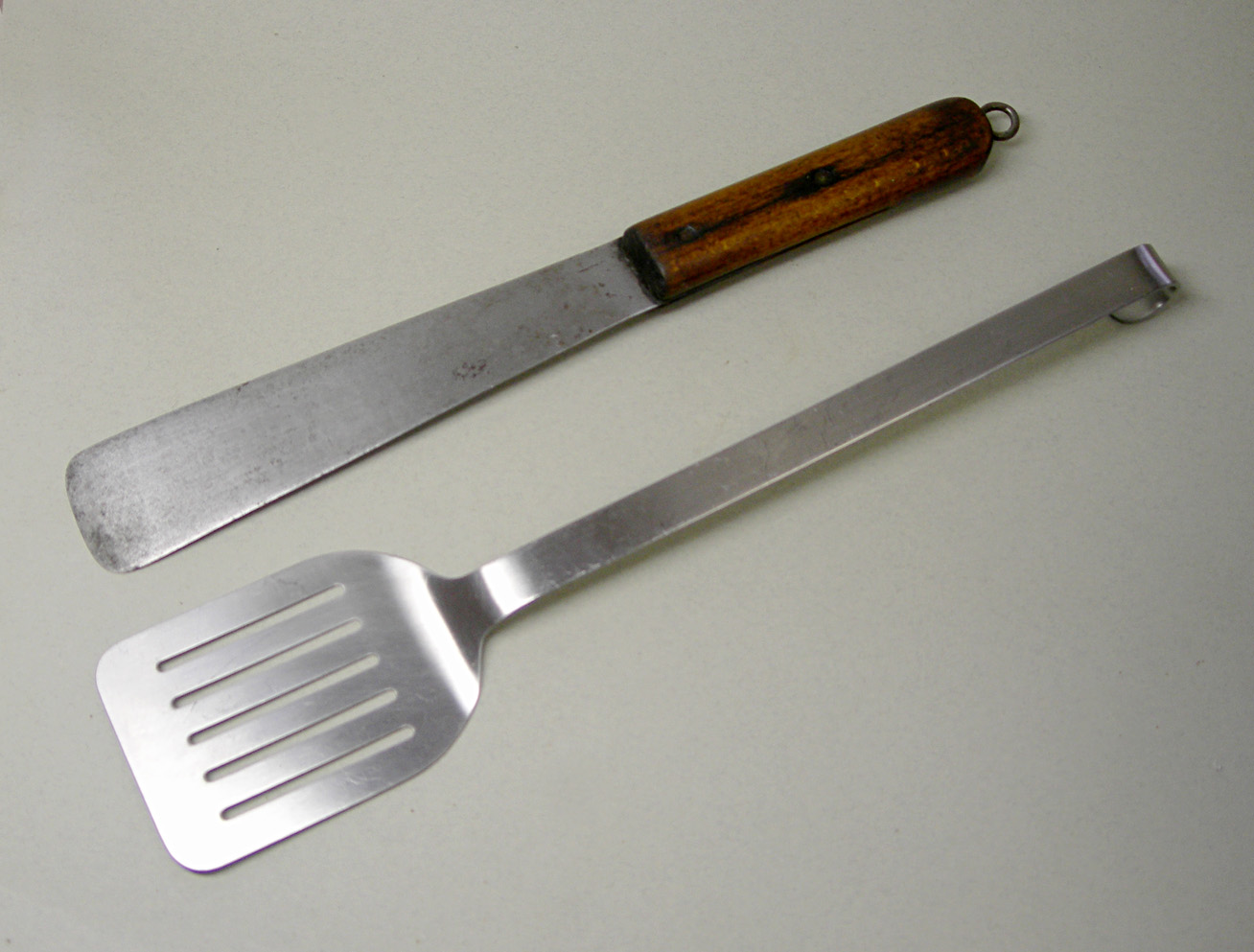
Ein Schlitzwender aus rostfreiem Stahl und eine elastische Palette/Spatel mit Holzgriff

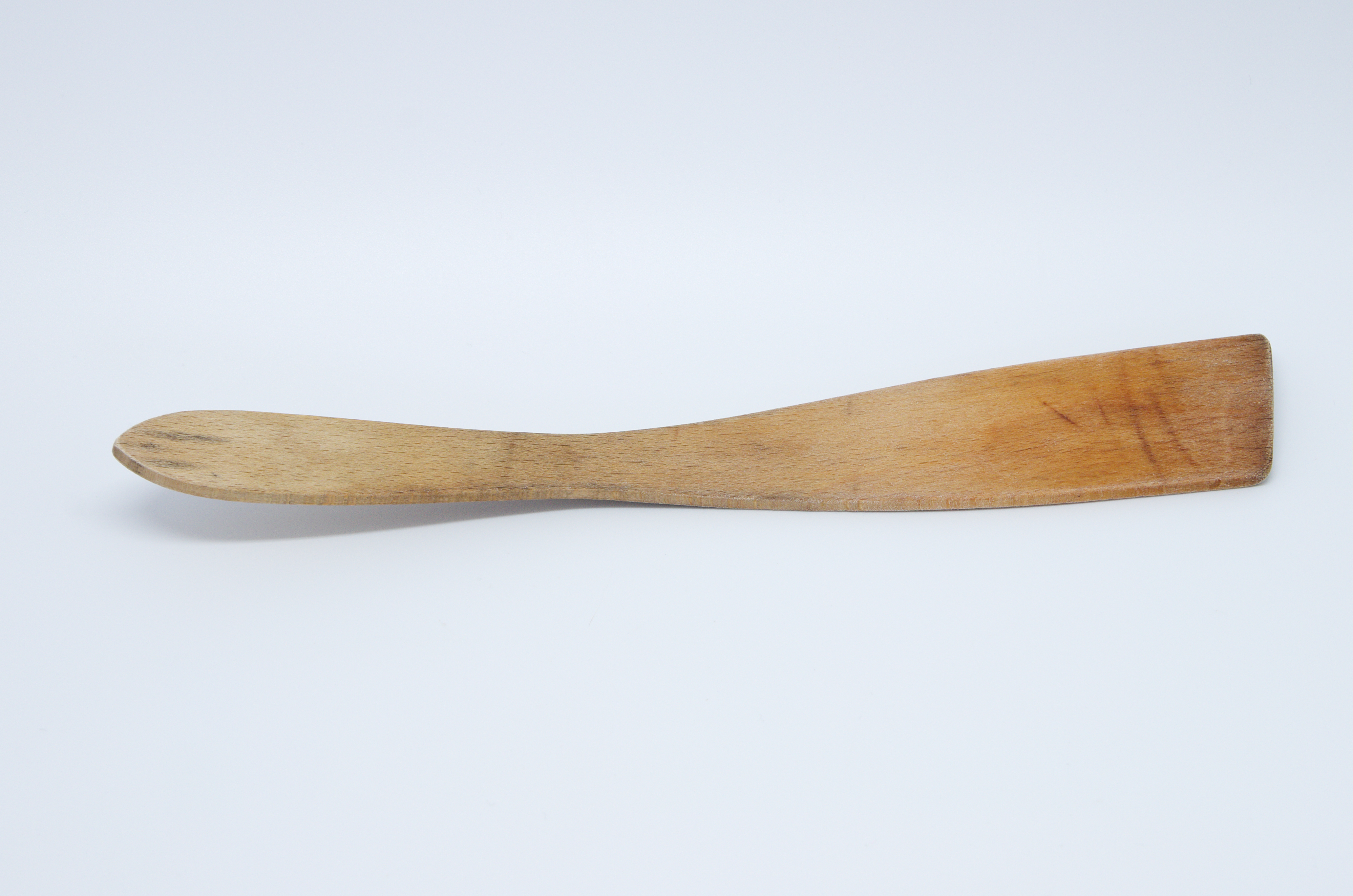
Traditioneller hölzerner Spatel

Ein Pfannenwender, auch Pfannenmesser, Backschaufel, Bratenwender, Bratschaufel, Spatel oder Küchenfreund genannt, ist ein Küchengerät zum Wenden von Gargut in der Pfanne. Pfannenwender bestehen in der Regel aus einer flachen, von Schlitzen oder Löchern durchbrochenen Platte mit gerader Vorderkante und einem längeren, mehr oder weniger abgewinkelten Griff an der Hinterkante. Die Öffnungen in der Platte sollen verhindern, dass beim Umwenden heißes Fett verspritzt wird. Die gerade Vorderkante ermöglicht das Abschaben des Pfannenbodens, um zum Beispiel Bratensatz zu lösen.
Pfannenwender werden häufig aus Stahlblech hergestellt und bestehen in hochwertiger Ausführung aus einem Stück. Einfachere Modelle haben oft einen angeschweißten Griff oder werden aus Aluminium im Aluminiumdruckguss geformt. Pfannenwender aus Holz oder hitzebeständigem Kunststoff sind für antihaftbeschichtete Pfannen geeignet, deren Beschichtung durch Metallwerkzeuge beschädigt werden kann.